# Futagawa Takahiro
Takahiro Futagawa (二川 孝広 Futagawa Takahiro, sinh ngày 27 tháng 6 năm 1980 ở Nhật Bản) là một cầu thủ bóng đá người Nhật Bản thi đấu cho câu lạc bộ Nhật Bản Tokyo Verdy – theo dạng cho mượn từ Gamba Osaka. He is a playmaker who is noted for his exceptional skills and scoring spectacular goals.

## Danh hiệu
- Giải vô địch bóng đá các câu lạc bộ châu Á: 2008
- Pan-Pacific Championship: 2008
- J. League Division 1: 2005, 2014
- J. League Division 2: 2013
- Cúp Hoàng đế Nhật Bản: 2008, 2009, 2014, 2015
- J. League Cup: 2007, 2014
- Siêu cúp Nhật Bản: 2007

## Thống kê sự nghiệp câu lạc bộ
Cập nhật gần đây nhất: 9 tháng 12 năm 2017
| Thành tích câu lạc bộ | Thành tích câu lạc bộ | Thành tích câu lạc bộ | Giải vô địch | Giải vô địch | Cúp                   | Cúp                   | Cúp Liên đoàn | Cúp Liên đoàn | Châu lục | Châu lục  | Khác1   | Khác1     | Tổng    | Tổng      |
| Mùa giải              | Câu lạc bộ            | Giải vô địch          | Số trận      | Bàn thắng    | Số trận               | Bàn thắng             | Số trận       | Bàn thắng     | Số trận  | Bàn thắng | Số trận | Bàn thắng | Số trận | Bàn thắng |
| Nhật Bản              | Nhật Bản              | Nhật Bản              | Giải vô địch | Giải vô địch | Cúp Hoàng đế Nhật Bản | Cúp Hoàng đế Nhật Bản | Cúp Liên đoàn | Cúp Liên đoàn | Châu Á   | Châu Á    |         |           | Tổng    | Tổng      |
| --------------------- | --------------------- | --------------------- | ------------ | ------------ | --------------------- | --------------------- | ------------- | ------------- | -------- | --------- | ------- | --------- | ------- | --------- |
| 1999                  | Gamba Osaka           | J1                    | 5            | 0            | 2                     | 0                     | 2             | 0             | -        | -         | -       | -         | 9       | 0         |
| 2000                  | Gamba Osaka           | J1                    | 21           | 0            | 3                     | 1                     | 2             | 0             | -        | -         | -       | -         | 26      | 1         |
| 2001                  | Gamba Osaka           | J1                    | 26           | 2            | 3                     | 1                     | 4             | 1             | -        | -         | -       | -         | 33      | 4         |
| 2002                  | Gamba Osaka           | J1                    | 28           | 2            | 2                     | 0                     | 7             | 0             | -        | -         | -       | -         | 37      | 2         |
| 2003                  | Gamba Osaka           | J1                    | 29           | 5            | 2                     | 0                     | 5             | 0             | -        | -         | -       | -         | 36      | 5         |
| 2004                  | Gamba Osaka           | J1                    | 30           | 4            | 3                     | 0                     | 7             | 0             | -        | -         | -       | -         | 40      | 4         |
| 2005                  | Gamba Osaka           | J1                    | 29           | 0            | 2                     | 0                     | 8             | 0             | -        | -         | -       | -         | 39      | 0         |
| 2006                  | Gamba Osaka           | J1                    | 33           | 6            | 5                     | 1                     | 2             | 0             | 9        | 1         | 1       | 0         | 46      | 8         |
| 2007                  | Gamba Osaka           | J1                    | 34           | 7            | 4                     | 1                     | 11            | 3             | -        | -         | 1       | 1         | 49      | 11        |
| 2008                  | Gamba Osaka           | J1                    | 29           | 1            | 1                     | 0                     | 4             | 2             | 17       | 3         | -       | -         | 46      | 6         |
| 2009                  | Gamba Osaka           | J1                    | 21           | 4            | 6                     | 1                     | 2             | 0             | 1        | 0         | -       | -         | 30      | 5         |
| 2010                  | Gamba Osaka           | J1                    | 27           | 3            | 3                     | 0                     | 2             | 0             | 8        | 1         | 1       | 0         | 41      | 4         |
| 2011                  | Gamba Osaka           | J1                    | 32           | 5            | 1                     | 0                     | 2             | 0             | 7        | 1         | -       | -         | 42      | 6         |
| 2012                  | Gamba Osaka           | J1                    | 29           | 3            | 4                     | 0                     | 0             | 0             | 5        | 0         | -       | -         | 38      | 3         |
| 2013                  | Gamba Osaka           | J2                    | 36           | 4            | 2                     | 0                     | -             | -             | -        | -         | -       | -         | 38      | 4         |
| 2014                  | Gamba Osaka           | J1                    | 19           | 1            | 2                     | 1                     | 6             | 0             | -        | -         | -       | -         | 27      | 2         |
| 2015                  | Gamba Osaka           | J1                    | 2            | 0            | 0                     | 0                     | 4             | 1             | 4        | 0         | 1       | 0         | 11      | 1         |
| 2016                  | Gamba Osaka           | J1                    | 0            | 0            | 0                     | 0                     | 0             | 0             | 1        | 0         | 0       | 0         | 1       | 0         |
| Tổng cộng             | Tổng cộng             | Tổng cộng             | 430          | 47           | 45                    | 6                     | 68            | 7             | 52       | 6         | 4       | 1         | 599     | 67        |
| 2016                  | Tokyo Verdy           | J2                    | 20           | 1            | 2                     | 0                     | -             | -             | -        | -         | -       | -         | 22      | 1         |
| 2017                  | Tokyo Verdy           | J2                    | 2            | 0            | 1                     | 0                     | -             | -             | -        | -         | -       | -         | 3       | 0         |
| 2018                  | Tokyo Verdy           | J2                    | 0            | 0            | 0                     | 0                     | -             | -             | -        | -         | -       | -         | 0       | 0         |
| Tổng                  | Tổng                  | Tổng                  | 22           | 1            | 3                     | 0                     | -             | -             | -        | -         | -       | -         | 25      | 1         |
| Tổng cộng sự nghiệp   | Tổng cộng sự nghiệp   | Tổng cộng sự nghiệp   | 452          | 48           | 48                    | 6                     | 68            | 7             | 52       | 6         | 4       | 1         | 624     | 68        |

1 = Siêu cúp Nhật Bản và Giải bóng đá vô địch Suruga Bank appearances.

### Giải bóng đá Cúp câu lạc bộ thế giới Career Statistics
| Mùa giải | Đội bóng    | Số trận | Bàn thắng |
| -------- | ----------- | ------- | --------- |
| 2008     | Gamba Osaka | 2       | 0         |

Thành tích đội dự bị
| Thành tích câu lạc bộ | Thành tích câu lạc bộ | Thành tích câu lạc bộ | Giải vô địch | Giải vô địch | Tổng    | Tổng      |
| Mùa giải              | Câu lạc bộ            | Giải vô địch          | Số trận      | Bàn thắng    | Số trận | Bàn thắng |
| Nhật Bản              | Nhật Bản              | Nhật Bản              | Giải vô địch | Giải vô địch | Tổng    | Tổng      |
| --------------------- | --------------------- | --------------------- | ------------ | ------------ | ------- | --------- |
| 2016                  | U-23 Gamba Osaka      | J3                    | 10           | 1            | 10      | 1         |
| Tổng cộng sự nghiệp   | Tổng cộng sự nghiệp   | Tổng cộng sự nghiệp   | 10           | 1            | 10      | 1         |

## Thống kê sự nghiệp quốc tế
| Đội tuyển quốc gia Nhật Bản | Đội tuyển quốc gia Nhật Bản | Đội tuyển quốc gia Nhật Bản |
| Năm                         | Số trận                     | Bàn thắng                   |
| --------------------------- | --------------------------- | --------------------------- |
| 2006                        | 1                           | 0                           |
| Tổng                        | 1                           | 0                           |